# Eliminacje do Mistrzostw Europy w Piłce Nożnej 2012/Grupa I
W grupie I biorą udział następujące zespoły:
- Hiszpania
- Czechy
- Szkocja
- Litwa
- Liechtenstein

## Tabela
| Zespół        | Pkt | M | W | R | P | Br+ | Br− | +/− |
| ------------- | --- | - | - | - | - | --- | --- | --- |
| Hiszpania     | 24  | 8 | 8 | 0 | 0 | 26  | 6   | +20 |
| Czechy        | 13  | 8 | 4 | 1 | 3 | 12  | 8   | +4  |
| Szkocja       | 11  | 8 | 3 | 2 | 3 | 9   | 10  | −1  |
| Litwa         | 5   | 8 | 1 | 2 | 5 | 4   | 13  | −9  |
| Liechtenstein | 4   | 8 | 1 | 1 | 6 | 3   | 17  | −14 |

|               | Hiszpania | Czechy | Szkocja | Litwa | Liechtenstein |
| ------------- | --------- | ------ | ------- | ----- | ------------- |
| Hiszpania     | X         | 2:1    | 3:1     | 3:1   | 6:0           |
| Czechy        | 0:2       | X      | 1:0     | 0:1   | 2:0           |
| Szkocja       | 2:3       | 2:2    | X       | 1:0   | 2:1           |
| Litwa         | 1:3       | 1:4    | 0:0     | X     | 0:0           |
| Liechtenstein | 0:4       | 0:2    | 0:1     | 2:0   | X             |

## Wyniki
| 3 września 2010 20:15 | Litwa | 0:0(0:0)Raport | Szkocja | Stadion im. S. Dariusa i Girėnasa, Kowno Widzów: 5248 Sędzia: Cüneyt Çakır |
|                       |       |                |         |                                                                            |

| 3 września 2010 20:45 | Liechtenstein | 0:4(0:2)Raport | Hiszpania · Torres 18', 54' · Villa 26' · Silva 62' | Rheinpark Stadion, Vaduz Widzów: 6127 Sędzia: Bülent Yıldırım |
|                       |               |                |                                                     |                                                               |

| 7 września 2010 20:15 | Czechy | 0:1(0:1)Raport | Litwa · Šernas 26' | Andrův stadion, Ołomuniec Widzów: 12 038 Sędzia: Alon Yefet |
|                       |        |                |                    |                                                             |

| 7 września 2010 21:00 | Szkocja · Miller 62' · McManus 90+7' | 2:1(0:0)Raport | Liechtenstein · Frick 46' | Hampden Park, Glasgow Widzów: 37 050 Sędzia: Wiktor Szwecow |
|                       |                                      |                |                           |                                                             |

| 8 października 2010 20:15 | Czechy · Hubník 69' | 1:0(1:0)Raport | Szkocja | Stadion Eden, Praga Widzów: 14 922 Sędzia: Ivan Bebek |
|                           |                     |                |         |                                                       |

| 8 października 2010 22:00 | Hiszpania · Llorente 47', 56' · Silva 79' | 3:1(0:0)Raport | Litwa · Šernas 54' | Estadio Helmántico, Salamanka Widzów: 16 800 Sędzia: Gianluca Rocchi |
|                           |                                           |                |                    |                                                                      |

| 12 października 2010 20:00 | Liechtenstein | 0:2(0:2)Raport | Czechy · Necid 12' · Kadlec 29' | Rheinpark Stadion, Vaduz Widzów: 2555 Sędzia: Stanisław Suchina |
|                            |               |                |                                 |                                                                 |

| 12 października 2010 21:00 | Szkocja · Naismith 58' · Piqué 66' (sam.) | 2:3(0:1)Raport | Hiszpania · Villa 44' (k) · Iniesta 55' · Llorente 79' | Hampden Park, Glasgow Widzów: 51 322 Sędzia: Massimo Busacca |
|                            |                                           |                |                                                        |                                                              |

| 25 marca 2011 22:00 | Hiszpania · Villa 69', 72' (k) | 2:1(0:1)Raport | Czechy · Plašil 29' | Estadio Nuevo Los Cármenes, Grenada Widzów: 16 301 Sędzia: Viktor Kassai |
|                     |                                |                |                     |                                                                          |

| 29 marca 2011 17:30 | Czechy · Baroš 3' · Kadlec 70' | 2:0(1:0)Raport | Liechtenstein | Střelecký ostrov, České Budějovice Widzów: 6600 Sędzia: Ovidiu Alin Hategan |
|                     |                                |                |               |                                                                             |

| 29 marca 2011 20:45 | Litwa · Stankevičius 57' | 1:30:0Raport | Hiszpania · Xavi 19' · Kijanskas 70' (sam.) · Mata 83' | Stadion im. S. Dariusa i Girėnasa, Kowno Widzów: 9180 Sędzia: Laurent Duhamel |
|                     |                          |              |                                                        |                                                                               |

| 3 czerwca 2011 19:30 | Liechtenstein · Erne 6' · Polverino 36' | 2:0(2:0)Raport | Litwa | Rheinpark Stadion, Vaduz Widzów: 1886 Sędzia: Artyom Kuchin |
|                      |                                         |                |       |                                                             |

| 2 września 2011 17:00 | Litwa | 0:0 | Liechtenstein | Stadion im. S. Dariusa i Girėnasa, Kowno Widzów: 3500 Sędzia: Ken Henry Johnsen |
|                       |       |     |               |                                                                                 |

| 3 września 2011 16:00 | Szkocja · Miller 45' · Fletcher 82' | 2:2(1:0) | Czechy · Plašil 78' · Kadlec 90' (k) | Hampden Park, Glasgow Widzów: 51 564 Sędzia: Kevin Blom |
|                       |                                     |          |                                      |                                                         |

| 6 września 2011 21:00 | Szkocja · Naismith 50' | 1:0(0:0)Raport | Litwa | Hampden Park, Glasgow Widzów: 34 071 Sędzia: Kristinn Jakobsson |
|                       |                        |                |       |                                                                 |

| 6 września 2011 22:00 | Hiszpania · Negredo 34', 37' · Xavi 44' · Sergio Ramos 52' · Villa 60', 79' | 6:0(3:0)Raport | Liechtenstein | Estadio Las Gaunas, Logroño Widzów: 15 660 Sędzia: Harald Lechner |
|                       |                                                                             |                |               |                                                                   |

| 7 października 2011 20:00 | Czechy | 0:2(0:2)Raport | Hiszpania · Mata 6' · Xabi Alonso 23' | Generali Arena, Praga Widzów: 17 783 Sędzia: Paolo Tagliavento |
|                           |        |                |                                       |                                                                |

| 8 października 2011 19:30 | Liechtenstein | 0:1(0:1)Raport | Szkocja · Mackail-Smith 32' | Rheinpark Stadion, Vaduz Widzów: 5636 Sędzia: Tom Harald Hagen |
|                           |               |                |                             |                                                                |

| 11 października 2011 20:00 | Hiszpania · Silva 6', 44' · Villa 54' | 3:1(2:0)Raport | Szkocja · Goodwillie 66' (k) | Estadio José Rico Pérez, Alicante Widzów: 27 559 Sędzia: Stefan Johannesson |
|                            |                                       |                |                              |                                                                             |

| 11 października 2011 20:00 | Litwa · Šernas 68' (k) | 1:4(0:3)Raport | Czechy · Kadlec 2' (k), 85' (k) · Rezek 16', 45' | Stadion im. S. Dariusa i Girėnasa, Kowno Widzów: 4000 Sędzia: David Fernández Borbalán |
|                            |                        |                |                                                  |                                                                                        |